# Ricky Fou Conscient
 (août 2025).
La mise en forme du texte ne suit pas les recommandations de Wikipédia : il faut le « wikifier ».
Les points d'amélioration suivants sont les cas les plus fréquents :
- Les titres sont pré-formatés par le logiciel. Ils ne sont ni en capitales, ni en gras.
- Le texte ne doit pas être écrit en capitales (les noms de famille non plus), ni en gras, ni en italique, ni en « petit »…
- Le gras n'est utilisé que pour surligner le titre de l'article dans l'introduction, une seule fois.
- L'italique est rarement utilisé : mots en langue étrangère, titres d'œuvres, noms de bateaux, etc.
- Les citations ne sont pas en italique mais en corps de texte normal. Elles sont entourées par des guillemets français : « et ».
- Les listes à puces sont à éviter, des paragraphes rédigés étant largement préférés. Les tableaux sont à réserver à la présentation de données structurées (résultats, etc.).
- Les appels de note de bas de page (petits chiffres en exposant, introduits par l'outil «  Source ») sont à placer entre la fin de phrase et le point final[comme ça].
- Les liens internes (vers d'autres articles de Wikipédia) sont à choisir avec parcimonie. Créez des liens vers des articles approfondissant le sujet. Les termes génériques sans rapport avec le sujet sont à éviter, ainsi que les répétitions de liens vers un même terme.
- Les liens externes sont à placer uniquement dans une section « Liens externes », à la fin de l'article. Ces liens sont à choisir avec parcimonie suivant les règles définies. Si un lien sert de source à l'article, son insertion dans le texte est à faire par les notes de bas de page.
- La présentation des références doit suivre les conventions bibliographiques. Il est recommandé d'utiliser les modèles {{Ouvrage}}, {{Chapitre}}, {{Article}}, {{Lien web}} et/ou {{Bibliographie}}. Le mode d'édition visuel peut mettre en forme automatiquement les références.
- Insérer une infobox (cadre d'informations à droite) n'est pas obligatoire pour parachever la mise en page.

Pour une aide détaillée, merci de consulter Aide:Wikification.
Si vous pensez que ces points ont été résolus, vous pouvez retirer ce bandeau et améliorer la mise en forme d'un autre article.
 (août 2025).
 (août 2025).
Œuvres principales
3ème Testament
Ricardo Louis, connu sous le nom de scène Ricky Fou Conscient, est un slameur, poète performeur, conférencier, animateur d’ateliers et entrepreneur culturel haïtien. 

## Biographie
Né à Petit-Goâve, Ricardo Louis est le cinquième enfant d’une famille de sept. Il perd son père à l’âge de huit ans dans un accident de voiture, événement qui influence sa vocation artistique et le conduit à explorer très tôt des formes d’expression personnelle.
En 2009, il remporte un concours annuel de talents dans sa communauté religieuse avec son premier groupe, PGC Boys.
Après des études en sciences juridiques à l’Université d’État d’Haïti et l’obtention d’une équivalence en psychologie et ontologie orientale, il revient à Petit-Goâve en 2014 et fonde le club littéraire et culturel Reskape Anonim. La même année, il publie son premier opus, Un Élan de Coeur, dans lequel il aborde les problématiques sociales et économiques du Sud d’Haïti et appelle à la réflexion collective sur la conscience et la responsabilité sociale.

## Carrière et projets
- 2017 : Publication de Equinoxe le 14 février, considéré comme le premier album LP de slam enregistré en Haïti.

- 2019 : Fondation du mouvement Slam en Folie Haïti, avec la création d’initiatives telles que le Salon international du slam, le Festival Slam en Folie Haïti et la soirée Liv-Rezon[3]'[4]. Il anime également la rubrique radiophonique Slamothérapie sur 104.7 FM.

- 2020 : Collaboration avec Bic Tizon Dife sur l’album 3ème Testament.

- 2021-2022 : Membre du jury du concours national de slam organisé par la Fédération Haïtienne de Slam Poésie pour sélectionner le représentant d’Haïti à la Coupe du Monde de Slam.

- 2022 : Participation au projet international To Lembi avec le Bénin, la République démocratique du Congo, le Gabon et Haïti, autour de discussions sur la politique publique et l’élite dirigeante africaine[5].

- 2023 : Invité haïtien au festival international Bee Ka Slam au Mali.

- 2024 : Publication le 28 décembre de son deuxième opus, Conscientologie, présenté comme une approche ontologique et artistique structurée autour de trois étapes visant un éveil de conscience.

## Distinctions
- Slap Awards 2021: Slameur et ambassadeur honorifique[6].

- Haitian Slam Awards 2021: prix pour l’événement Slam de l’année et pour sa contribution au jury de la Fédération Haïtienne de Slam Poésie[7].

- Slameur d’honneur de la région soulouquoise (2019-2023)